# كاتدرائية ليدا القديمة

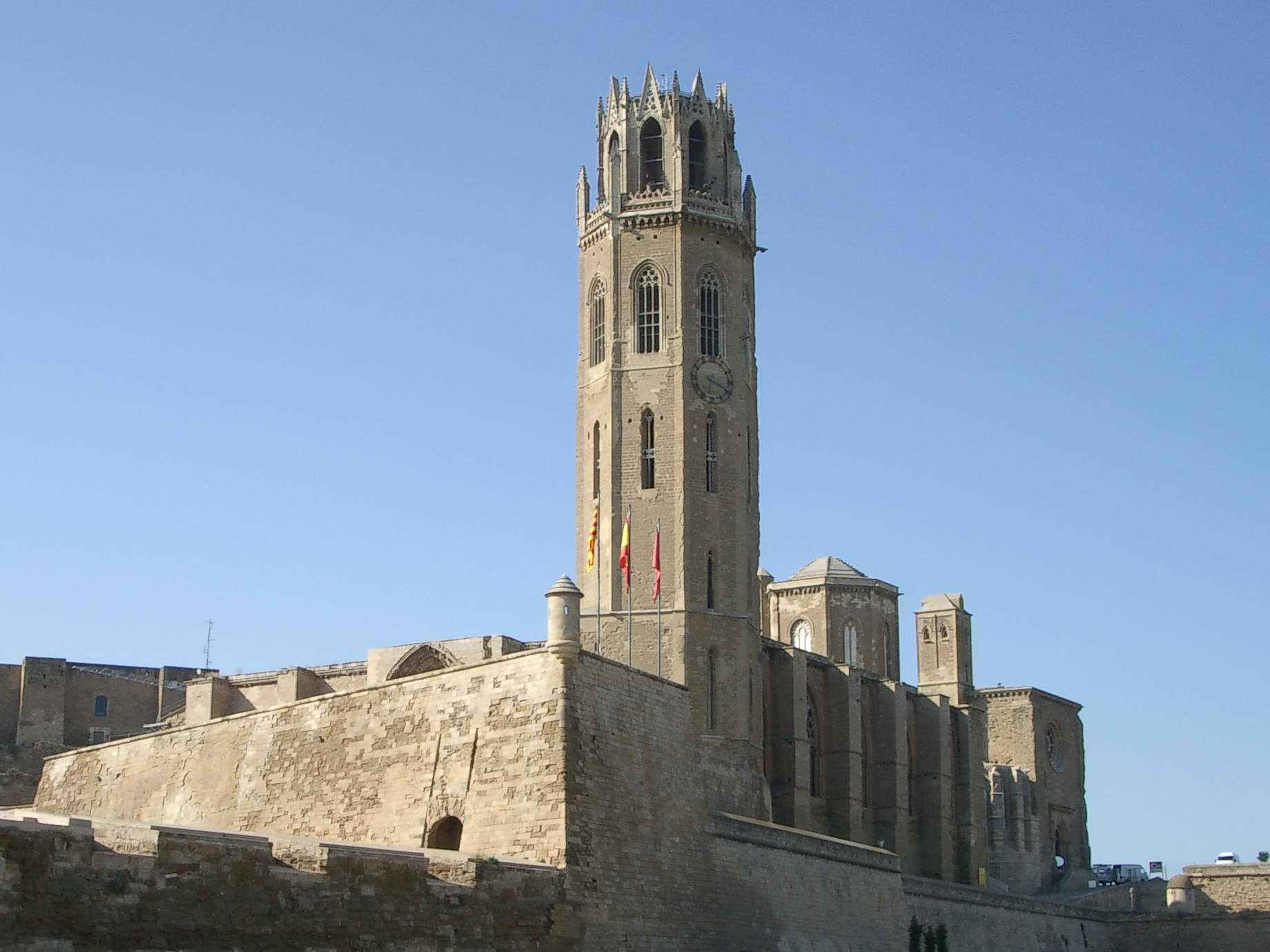
لا سيو فيلا.

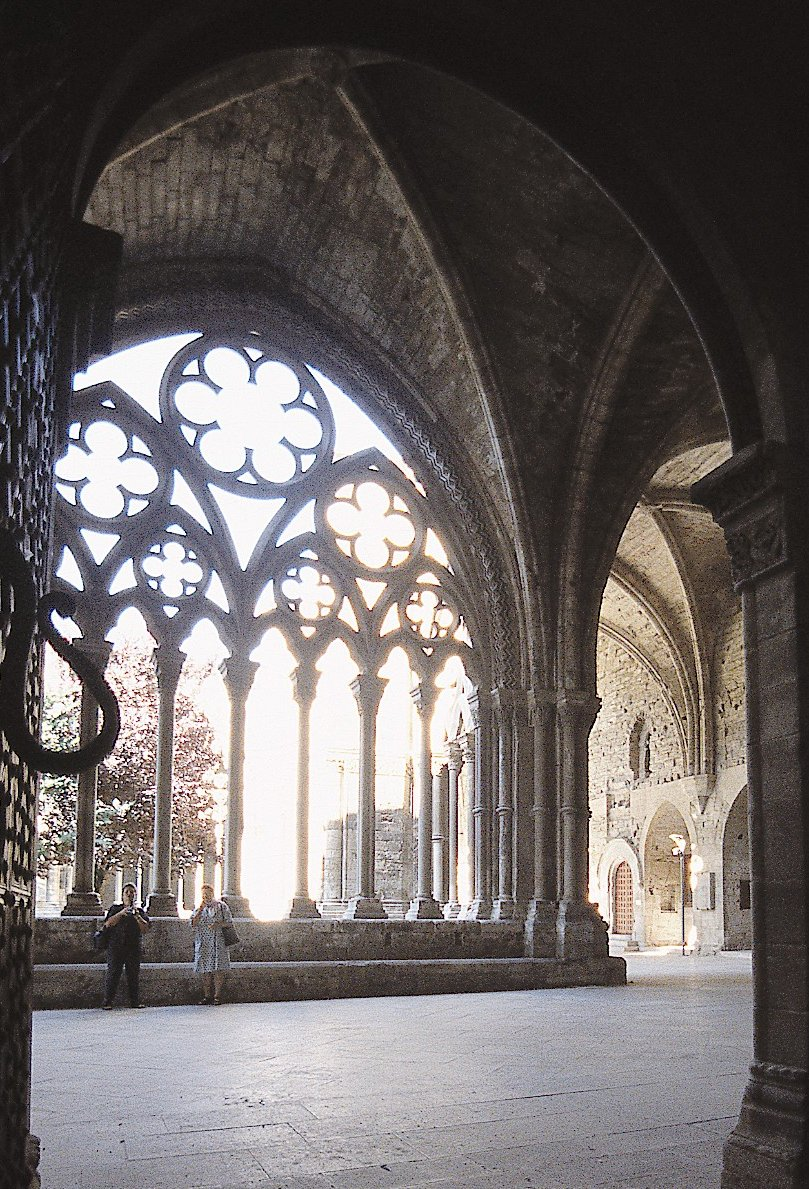
الدير.

كاتدرائية القديسة مريم من لا سو فيلا (بالكاتالونية والإسبانية: Catedral de Santa Maria de la Seu Vella، وبالإنجليزية: St. Mary of the Old —Bishop— Seat) هي كنيسة الكاتدرائية السابقة لأبرشية الروم الكاثوليك في ليدا، في ليدا، كاتالونيا، إسبانيا، وتقع على قمة تل ليدا.
في عام 1707، حُوِّلت الكاتدرائية القوطية إلى قلعة عسكرية بقرار من الملك فيليب الخامس ملك إسبانيا. وكُرِّست الكاتدرائية الجديدة، المعروفة باسم "سيو نوفا" (الكاتدرائية الجديدة)، والواقعة في أسفل الطريق الرئيسي ، عام 1781.
ومع ذلك، فإن Seu Vella هو النصب التذكاري المميز لمدينة ليدا، ورمز المدينة، حيث يمكن رؤيته من موقعه على قمة التل في أي مكان في المدينة.

## تاريخ
كان الموقع يشغله سابقًا كاتدرائية تعود إلى العصرين المسيحي القديم والقوطي الغربي، والتي أُعيد بناؤها لاحقًا، بعد الفتح الإسلامي لإسبانيا ، عام 832 لاستخدامها مسجدًا. في عام 1149، بعد فتح المدينة على يد المسيحيين رامون بيرينغير الرابع من برشلونة وإرمينغول السادس من أورغيل (1149)، أُعيد تكريس المبنى باسم "سانتا ماريا أنتيكوا"، ووُضع تحت وصاية الكهنة النظاميين.
في عام 1193، أمر مجلس الكاتدرائية ببناء مبنى جديد، وفقًا لقواعد العمارة الرومانية المعاصرة، لإتقان بير دي كوما. وضع الملك بيتر الثاني ملك أراغون والكونت إرمينجول السابع من أورجيل الحجر الأول في عام 1203. استمر البناء طوال عهد جيمس الأول ملك أراغون. تم تكريسه للسيدة العذراء مريم في 31 أكتوبر 1278. لم تكتمل الأديرة حتى القرن الرابع عشر. بدأ بناء برج الجرس في القرن الرابع عشر وانتهى في عام 1431. بدأت بوابة بورتا ديلس أبوستول في القرن الرابع عشر واكتملت في القرن الخامس عشر.
في عام 1707، غزت قوات فيليب الخامس المدينة، وأمر الملك بهدم الكاتدرائية لدورها البارز في دفاع المدينة. ومع ذلك، لم يُنفذ الأمر، وحُوِّلت الكاتدرائية إلى ثكنة عسكرية. أُعلن المبنى معلمًا وطنيًا عام 1918، وبدأت أعمال الترميم عام 1950.

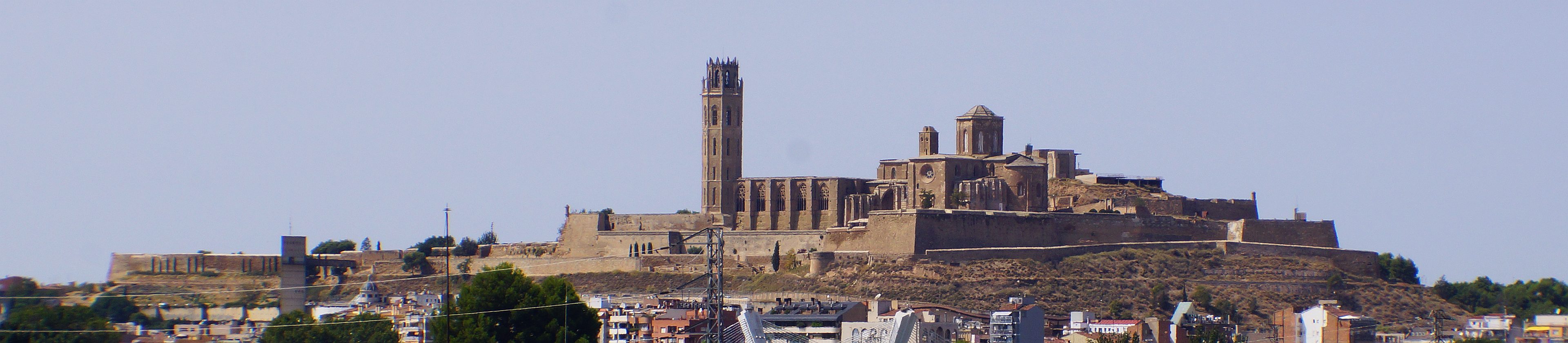
منظر من شرق لا سيو فيلا، الكاتدرائية القديمة ومباني الأسقف (1286) والقلعة (1707) في تورو دي لا سيو فيلا في ليدا (صورة 2017)

## وصف
صُممت الكاتدرائية بأسلوب انتقالي بين الطراز الروماني والقوطي . وتفتقر إلى أي تأثير يُذكر للعمارة الإسلامية. أما تصميمها الأرضي فهو على شكل بازيليكا على شكل صليب لاتيني، مع صحن وممرين. أما برجها فهو مثمن الشكل، ويضم مساحة مركزية من خمسة محاريب. زُيّن الجزء الداخلي بجداريات مرسومة ومنحوتات، لا يزال الكثير منها محفوظًا، ولكن الكثير منها دُمّرَ خلال حرب الخلافة الإسبانية.
يقع الدير في موقع غير مألوف أمام المدخل الرئيسي للكنيسة، ويتميز برواقه المفتوح النادر المُطل على المدينة، وبحجمه الاستثنائي. في الواقع، يُعد هذا الدير من أكبر الأديرة في أوروبا. يحتوي هذا الدير على 17 نافذة قوطية مزخرفة، كل منها مُختلفة. من بينها، يُمكن للمرء أن يُشير إلى نافذة "أشجار النخيل" ذات الطراز الإسلامي، والنافذة المركزية في الجناح الغربي، ذات الزخارف المُعقدة التي تتضمن نجمة الملك داوود وصليبًا مسيحيًا.
يبلغ ارتفاع البرج المثمن 12.65 مترًا (41.5 قدم) عند قاعدته، بينما يبلغ قطره في الأعلى 9.62 مترًا (31.6 قدم). يصل ارتفاعه الإجمالي إلى 60.00 مترًا (196.85 قدم)، ويبلغ طوله 238 قدمًا، ويضم داخله 238 درجة.
يُقرع جرس يُعرف باسم "مونيكا" للإشارة إلى أرباع الساعة، بينما يعلن جرس آخر يُدعى "سيلفسترا" عن الساعات الكاملة. وتعود هذه الأجراس إلى الطراز القوطي العالمي من القرن الخامس عشر.

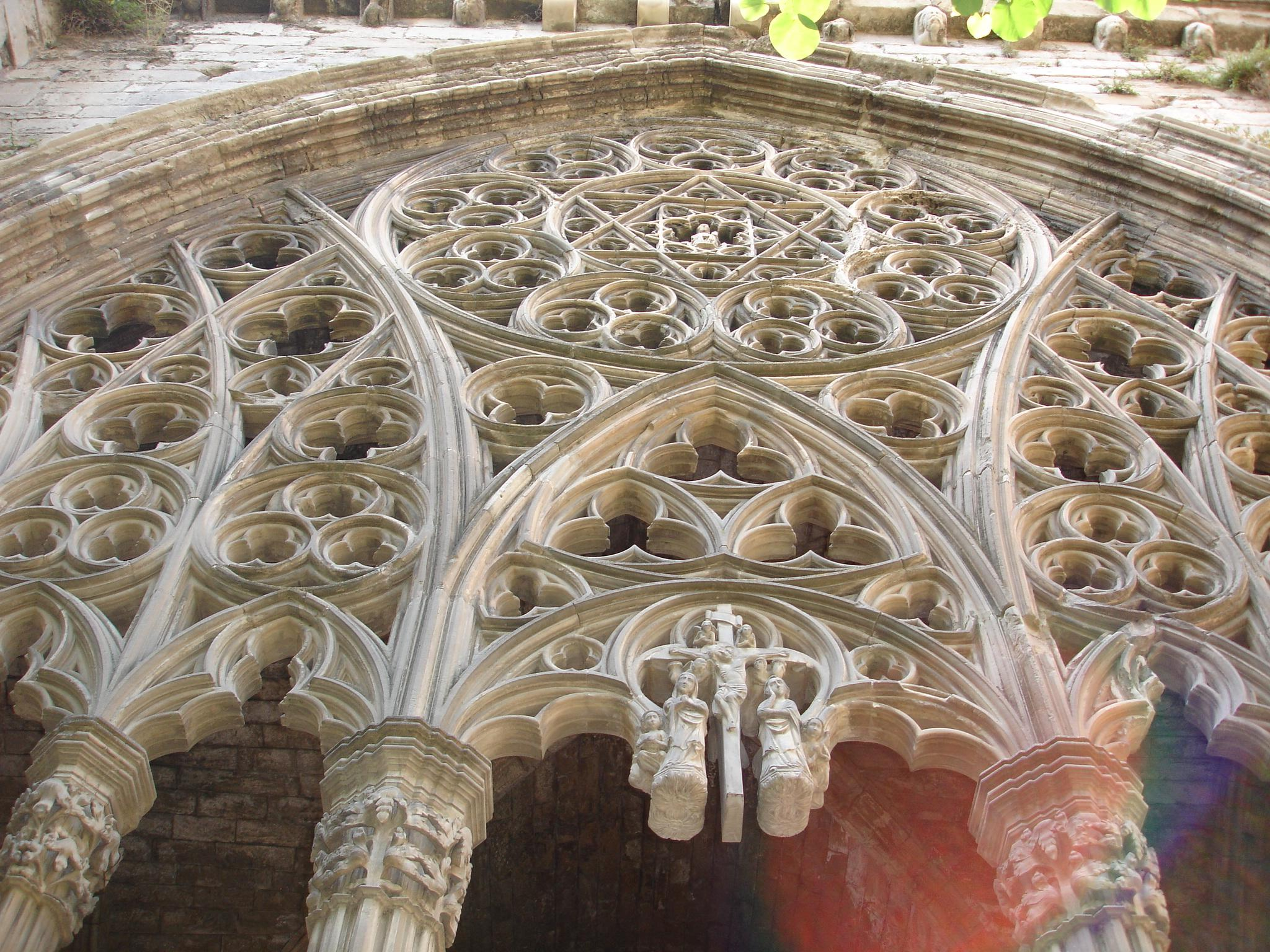
نجمة داوود في دير الكاتدرائية القديمة في ليدا.